# Tarasivka, Brovarî
Tarasivka (în ucraineană Тарасівка) este un sat în comuna Jerdova din raionul Brovarî, regiunea Kiev, Ucraina.

## Demografie
Componența lingvistică a localității Tarasivka
     Ucraineană (96,98%)
     Rusă (2,7%)
     Alte limbi (0,26%)
Conform recensământului din 2001, majoritatea populației localității Tarasivka era vorbitoare de ucraineană (96,98%), existând în minoritate și vorbitori de rusă (2,7%).